# Listă de filme de groază din 1983
Aceasta este o listă de filme de groază din 1983.